# Reazione reversibile
Il concetto di reazione reversibile, nella moderna terminologia, si applica ad una reazione chimica nella quale i reagenti ed i prodotti coesistono raggiungendo o avendo raggiunto l'equilibrio chimico.
Una reazione irreversibile, invece, è una reazione nella quale l'equilibrio è completamente spostato o dalla parte dei reagenti o da quella dei prodotti.
L'accezione di utilizzo dei termini reversibile ed irreversibile è molto diversa da quella relativa ad una trasformazione reversibile (o irreversibile) così come è definito in termodinamica. Più precisamente tutte le reazioni chimiche sono termodinamicamente irreversibili. Per non confondere le idee, si preferisce chiamare una reazione (chimicamente) reversibile con il termine reazione invertibile.
Una reazione reversibile (o invertibile) viene comunemente indicata con una doppia freccia:
aA + bB {\displaystyle \rightleftarrows } cC + dD
in cui A, B sono i reagenti e C, D sono i prodotti se la reazione è letta da sinistra verso destra, mentre A, B sono i prodotti e C, D sono i reagenti se la reazione è letta da destra verso sinistra. Le lettere minuscole (a,b,c,d) indicano i relativi coefficienti stechiometrici.

## Storia
Tale concetto fu introdotto inizialmente da Claude Louis Berthollet che, nel 1803, lo usò per descrivere la reazione di formazione di cristalli di carbonato di sodio in un lago salato. La reazione è la seguente:
2NaCl + CaCO3 → Na2CO3 + CaCl2
Egli riconobbe tale reazione come la inversa della più familiare:
Na2CO3 + CaCl2→ 2NaCl + CaCO3
Fino ad allora, tutte le reazioni chimiche erano ritenute procedere in una sola direzione. Berthollet ipotizzò invece che l'eccesso di sale nel lago potesse aiutare a spingere la reazione in senso inverso, verso la formazione di carbonato di sodio. Il principio di Le Châtelier, successivamente, estese questa idea inserendola all'interno di una preposizione più generale relativa all'effetto di vari fattori sull'equilibrio della reazione.